# In sbarra
In sbarra è un termine utilizzato in araldica per indicare una figura posta nella direzione della sbarra. Il suo contrario è in banda. Il termine può designare anche una partizione, come l'interzato, il fusato o il losangato.

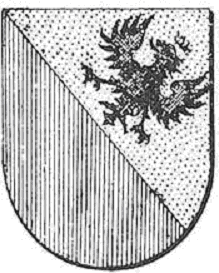
Aquila posta in sbarra
Palma posta in sbarra (stemma del comune di Barbara)
Due spighe poste in banda e due in sbarra (Eiken, Svizzera)
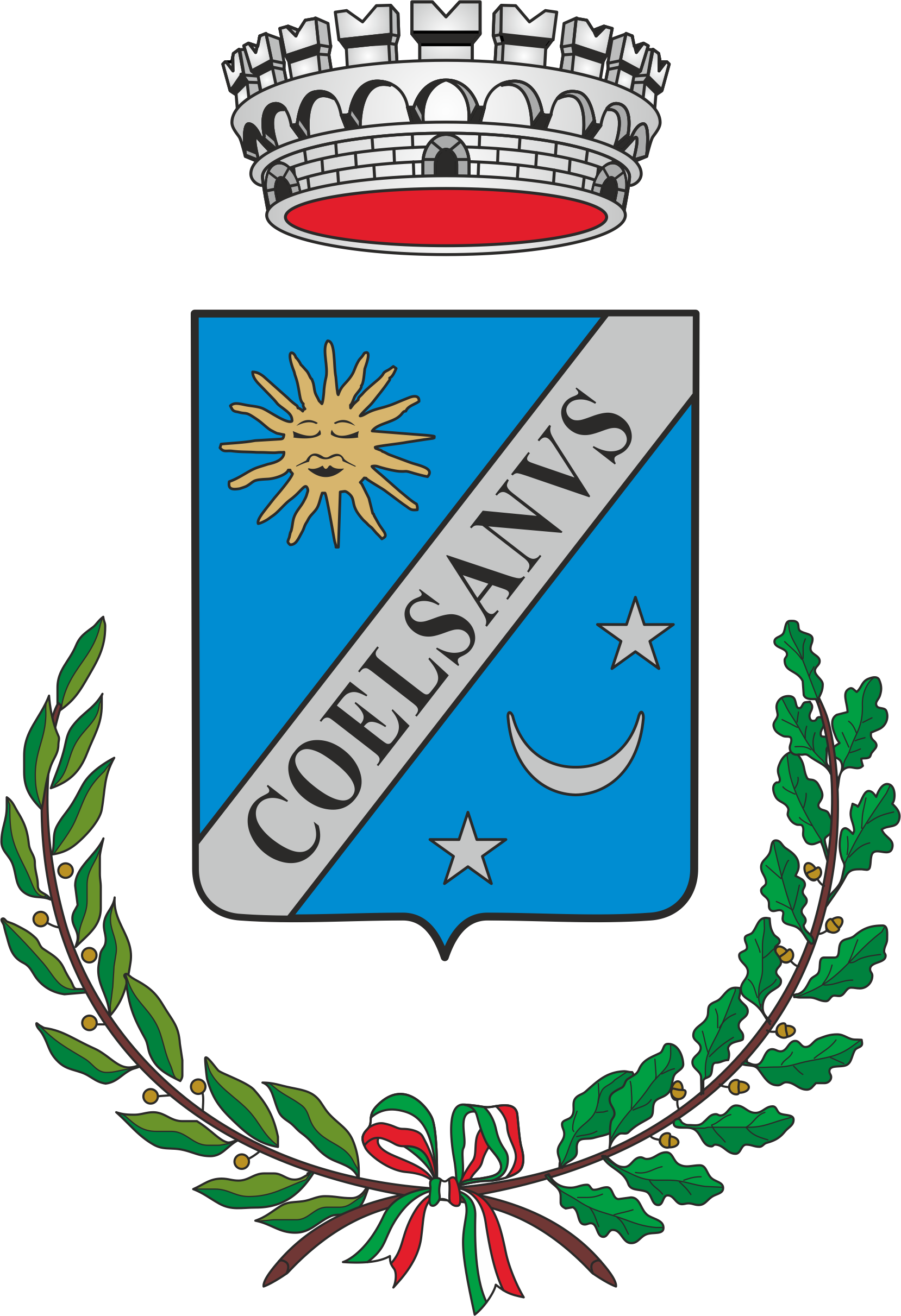
Due stelle ordinate in sbarra (Sossano)
Tre rose ordinate in sbarra (Dintikon, Svizzera)